# Boste
Boste (in sloveno Boršt, in istriano Bošte) è un insediamento di 170 abitanti del comune sloveno di Capodistria, nell'Istria settentrionale.
A metà strada tra Paugnano e Maresego, all'altezza di Babici, una larga strada asfaltata scende nell'alta valle del Dragogna piccolo, l'attraversa nel sito in cui è prevista la costruzione di un bacino artificiale e poi, con una rapida salita con tornanti, raggiunge il colle opposto fino a quota 330 m. È un massiccio dosso eocenico con pendii ripidi e profondamente incisi da rii che confluiscono in questo territorio e che scaricano le loro acque sia nel Pignovazzo che nel Dragogna. Da qui una strada, a destra, porta a Glem; salendo dalla valle, ad ogni tornante si possono osservare bei panorami, di fronte si vede Maresego con il suo campanile svettante e, più a destra, Loparo.
A quota 353 m si trova Boste con le case vecchie lungo la strada, alquanto abbandonate. Sembra che in empi romani si chiamasse Elpidium.
Sulla strada che attraversa il paese si trova la chiesetta dedicata ai santi Rocco e Sebastiano a ricordo delle passate pestilenze; all'interno della chiesa una pala raffigura i due santi ed è affiancata dalle statue di S. Caterina e S. Giovanni Battista. Esternamente, sul campanile a vela c'è una piccola campana e l'intonaco reclama un restauro mentre il portale non ha nessuna iscrizione; la chiesa è dipendente da quella di Truscolo. La tradizione popolare identifica Boste con il luogo natale di San Nazario, protettore di Capodistria e primo vescovo della città.
Le sue reliquie furono scoperte miracolosamente nel 601; asportate dai Genovesi durante il sacco di Capodistria del 1380, vennero restituite nel 1422. La chiesetta del cimitero, che si trova in cima al colle dove la strada dirama per Glem, è dedicata a san Nazario.
Quassù la campagna è florida, tutto il colle è terrazzato anche se molti appezzamenti risultano non coltivati; è zona buona per la caccia, ed i segnali di passaggio di caprioli e lepri lo confermano. La strada prosegue terminando a Laura, due km ad ovest. È molto bella e passa su un crinale con ai lati grandi vigneti e pascoli; da entrambe le parti della carreggiata si gode una vista panoramica.